# Bloed, zweet en tranen
Pour les articles homonymes, voir Blood, Sweat and Tears (homonymie).
Pour plus de détails, voir Fiche technique et Distribution.
Bloed, zweet en tranen ou  Blood, Sweat & Tears est un film néerlandais sorti en 2015, réalisé par Diederick Koopal, sur la vie d'André Hazes. Les rôles principaux sont tenus par  Martijn Fischer, Hadewych Minis, Fedja van Huêt et Matheu Hinzen (nl). Le titre du film fait référence au single éponyme (nl) de 2002.

## Histoire
Ce film biographique raconte la vie d'André Hazes. Le film est en grande partie divisé en trois parties qui sont présentées chronologiquement.
André Hazes est un garçon de huit ans exploité par son père agressif Joop. Son père fait chanter André dans divers cafés et marchés. Avec l'argent récolté, Joop se rend dans un café et force même André à boire de la bière. Un jour où André chante au Albert Cuypmarkt, John Kraaijkamp, Sr. semble être présent. Il voit immédiatement le potentiel d'André et tente de convaincre Joop de le laisser chanter à la télévision nationale. Joop n'est pas vraiment intéressé et pense que son autre fils est un meilleur chanteur. Son opinion change après avoir réalisé que de telles performances peuvent rapporter de l'argent. La prestation est une réussite. Kraaijkamp et Hazes enregistrent deux chansons (Droomschip et Guanita), mais le disque échoue.
L'adulte André Hazes tient un café où il chante régulièrement lui-même. Ses clients l'appellent "Le patron du bar qui chante". En attendant, il cartonne avec Lonely Christmas (nl), une chanson qu'il sort sous le label Philips. Après que Hazes ait mis fin à la collaboration avec Philips, EMI Music envoie Tim Griek (nl), l'un de leurs producteurs, au café pour parler à André d'une éventuelle collaboration. Hazes n'aime pas ça au départ : EMI Music veut qu'il chante dans le genre life song, tout comme Philips, tandis que Hazes veut faire du blues. Griek peut encore convaincre Hazes en disant que ce n'est pas le moment du blues en ce moment, mais que ce sera quelque chose pour l'avenir. Une amitié étroite se développe entre Hazes et Greek, qui est temporairement interrompue après que Hazes ait avoué avoir une relation avec Rachel, quinze ans. Peu de temps après, Greek se noie dans un accident de voiture, dans lequel sa voiture se retrouve dans l'eau.
Dans le film, Hazes se prépare également pour le concert d'adieu à ArenA, mais sa dépendance à l'alcool (principalement Heineken) et à la cigarette (principalement Camel), sa surdité partielle et son diabète signifient que ce ne sera pas une tâche facile. Quelque temps avant son concert d'adieu, il doit annuler une représentation car ces addictions et surdités prennent le dessus. La santé de Hazes se détériore fortement. Le 21 septembre 2004, en rêvant de son concert d'adieu qui doit avoir lieu le 27 septembre, il tombe dans le coma et meurt deux jours plus tard. Son concert d'adieu continue et sera donc un hommage.

## Distribution des rôles
- Martijn Fischer : André Hazes
- Hadewych Minis : Rachel Hazes
- Fedja van Huêt : Tim Griek
- Matheu Hinzen (nl) : André Hazes à huit ans
- Raymond Thiry : Joop Hazes
- Marcel Hensema : John Kraaijkamp
- Barbara Sobels : Miep Hazes
- Eric Corton (nl) : Karel
- Loek Peters : Robert de Waal
- Bert Luppes (nl) : Cees Baas
- Pien Westendorp : Roxeanne Hazes
- Boy Timmerman : André Hazes jr.
- Robby Cleiren : chirurgien auditif
- Hanna Obbeek : la fille d'André Hazes

## Autour du film
- Un nombre impressionnant de membres du casting de ce film ont joué des rôles réguliers dans la série Penoza (nl), à savoir : Raymond Thiry, Marcel Hensema, Loek Peters, Fedja van Huêt et Eric Corton. On peut voir Martijn Fischer dans l'épisode 6 de la première saison de Penoza, dans le rôle d'un chauffeur de camion.
- La scène dans laquelle Hazes apparaît à TopPop en 1980 pour lire un ami utilise le jeu de 1979. Hazes ne fera ses débuts dans Toppop qu'en 1981.
- En 2000, Hazes lui-même a indiqué que si un film devait être réalisé sur lui, Frits Lambrechts devrait jouer le rôle de son père[3].